# Crumb (film)
Crumb è un film documentario del 1994 diretto da Terry Zwigoff sulla vita del fumettista underground Robert Crumb.
Il film si concentra sulle esperienze ed i componenti della famiglia di Crumb, in particolare i fratelli Maxon e Charles, sua moglie ed i suoi figli, mentre le sorelle rifiutarono di essere intervistate.
Nel 2008, Entertainment Weekly ha nominato "Crumb" il 14° tra i più bei film degli ultimi 25 anni.

## Riconoscimenti
- 1 BSFC Award 1995: "miglior documentario"
- 1 LAFCA Award 1995: "miglior documentario"
- 2 SFF Awards 1995: "miglior documentario", "miglior regia (documentario)"